# Fredolic
|  | Aquest article tracta sobre l'espècie Tricholoma terreum, la representativa dels bolets coneguts com a Fredolics. Per a d'altres espècies que reben aquests nom comú vegeu Fredolic (desambiguació). |

El fredolic (Tricholoma terreum, del grec Tricholoma: marge pelut; del llatí: terreum: terrós, color de terra) és un bolet del grup dels fredolics vers, de l'ordre dels agaricals

## Noms populars
Rep els següents noms: freduluc, brunet, bruneta, negret ('negrito'), negreta, negrentí, gírgola d'estepa, morro d'ovella (al Penedès), morret de be (a les Garrigues), bolets de rosada o boletes de rosada po boletetes de rosada (Morella), boletes (al Matarranya), capellà (La Fatarella).

## Taxonomia
Jacob Christian Schäffer, el 1762, va ser el primer a descriure aquest bolet, i li va donar el nom d'Agaricus terreus. El 1792, Christian Hendrik Persoon l'anomenà Agaricus myomyces. El nom actual és del micòleg Paul Kummer (1871).

## Descripció
Té un barret sovint irregular, amb el centre que sobresurt i la cutícula seca, amb diferents tonalitats de color gris, com de vellut. Sol tenir fibres i esquames negroses, en especial a la part central. Les làmines són d'un blanc brut o grises i estan espaiades. El peu és prim, cilíndric i fibrós, i es trenca en un no res. La carn, molt minsa i fràgil, amb prou feines fa olor.
L'himeni és laminat i de color clar, i es disposa de forma lliure. Les espores són ovals, de 6–7 micròmetres (μm) de longitud i 3,5-4,4 μm d'amplada.
Es considera com un bon comestible, però hi ha espècies tòxiques que s'hi assemblen.

## Hàbitat
És un bolet tardà que surt a les pinedes, formant grups nombrosos, amb els primers freds (d'on li ve el nom popular), de manera que allarga la temporada boletaire. Se'l pot arribar a trobar congelat.

## Gastronomia
El fredolic és de carn blanca i comestible. Es fa servir en guisats i sopes. Es passa amb facilitat.

## Perill de confusió
Hi ha espècies pròximes amb esquames molt negres, fins i tot al peu, i algunes en què es tendeixen a barrejar coloracions grogues, totes comestibles de semblant qualitat. Tanmateix, cal evitar confondre'l amb el fredolic metzinós (Tricholoma pardinum), més robust i més gros, amb el barret esquamós. És propi de les fagedes i avetoses per damunt dels 1.500 m d'altitud. El fredolic sol tenir el peu buit, mentre que el del fredolic metzinós és sempre ple. També es pot prestar a confusió amb Lepiota brunneoincarnata.